# Marthe Lea

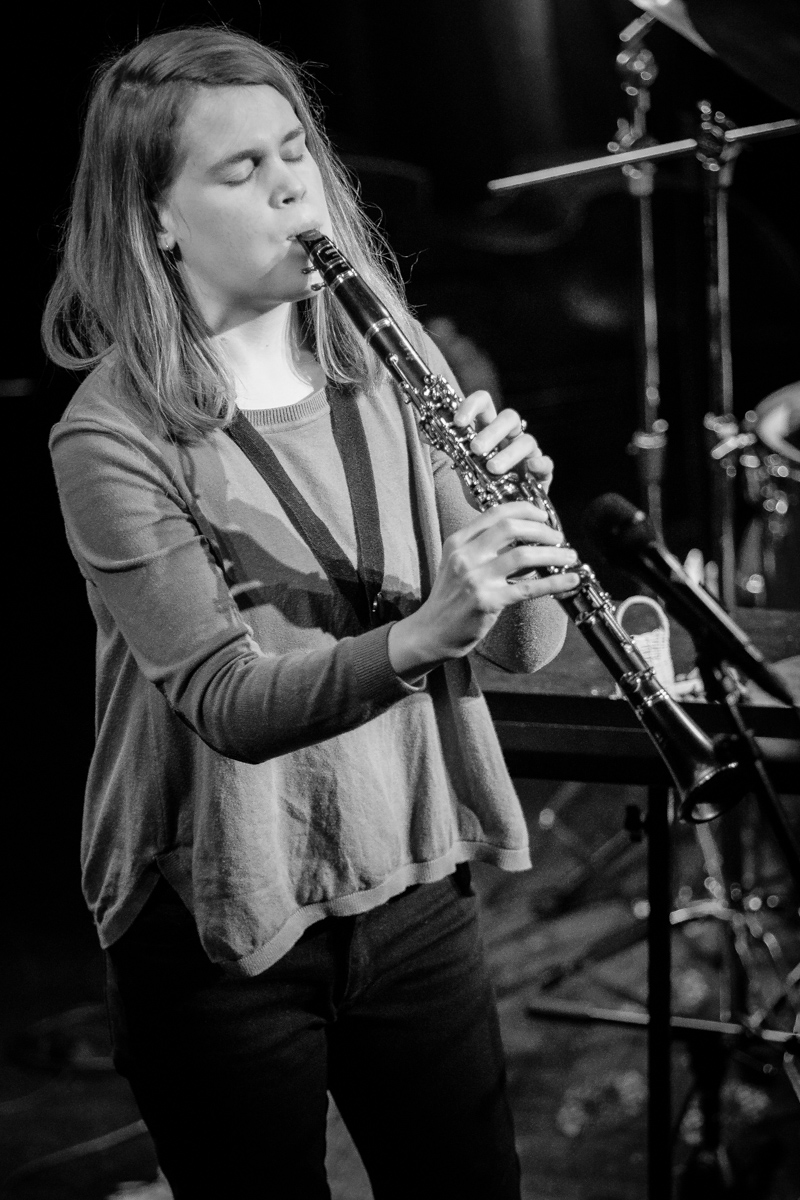
Marthe Lea (2018)

Marthe Lea (* 1990) ist eine norwegische Jazz- und Improvisationsmusikerin (Tenorsaxophon, Klarinette, auch Gesang, Komposition).

## Leben und Wirken
Lea spielte als Kind zunächst Klavier, bevor sie Klarinette lernte. Zunächst spielte sie in Blaskapellen. Durch Tonträger von Jan Garbarek kam sie zum Jazz und absolvierte zunächst einen Jazzkurs in Søgne bei Mats Eilertsen und Fredrik Ljungkvist. Nach einem Jahr in der Volkshochschule und dem anschließenden Besuch des Konservatoriums in Stavanger studierte sie an der Norwegischen Musikakademie in Oslo. Auf Studienreisen, etwa in Indien und Marokko, beschäftigte sie sich mit der dortigen traditionellen Musik.
Lea gehörte zu Bugge Wesseltofts New Conception of Jazz. Im Trio mit Ayumi Tanaka und Thomas Strønen entstand 2021 das Album Bayou für ECM Records. Weiterhin ist sie mit so unterschiedlichen Musikern wie Axel Dörner und Alasdair Roberts aufgetreten und nahm auch mit Vilhelm Bromander auf (Allt åt Alla).
2018 gründete Lea ihr eigenes Quintett mit Andreas Røysum an der Klarinette, Hans P. Kjorstad an der Geige, Egil Kalman am Bass und Hans Hulbækmo am Schlagzeug, das zunächst als Improvisationsensemble auftrat. Mit ihrem eklektischen Album Asura aus dem Jahr 2021 überraschte die Band, da es auf Kompositionen von Lea aufbaut, die von Folktraditionen aus aller Welt inspiriert sind und von der Freude am gemeinsamen Musikmachen zeugen. Bei Auftritten, etwa 2023 auf dem Jazzfest Berlin, tanzte sie mit den Musikern ihres Quintetts über die Bühne, während alle „auf höchstem Niveau“ improvisierten. Im selben Jahr veröffentlichte die Marthe Lea Band ihr zweites Album, Herlighetens Vei. Die Musik lässt sich als „eine organische Mischung aus summenden Melodien, rockigen Grooves und spontanen Ausbrüchen“ beschreiben.